# حرية التعاقد
حرية التعاقد هي العملية التي يمضي على إثرها الأفراد عقودًا دون قيود حكومية. يتعارض ذلك مع التنظيمات الحكومية مثل قوانين الحد الأدنى للأجور، وقوانين المنافسة، والعقوبات الاقتصادية، والقيود المفروضة على تحديد الأسعار، أو القيود المفروضة على التعاقد مع العمال غير المسجلين. تشكل حرية التعاقد الأساس الذي يقوم عليه «مبدأ عدم التدخل» الاقتصادي، وتشكل حجر الزاوية لليبرتارية السوق الحرة. يرى مؤيدو هذا المفهوم أن الأفراد، من خلال «حرية التعاقد»، يتمتعون بحرية كاملة في اختيار الطرف المتعاقد معه، وإرادتهم بالتعاقد أم لا، وبأي شروط سيتعاقدون.

## التاريخ
رأى هنري جيمس سومنر ماين أن البنى الاجتماعية تتطور من أدوار مستمدة من الوضع الاجتماعي إلى أدوار قائمة على الحرية التعاقدية. يحدد نظام الحالة الاجتماعية الالتزامات والعلاقات منذ الولادة، لكن العقد يفترض أن الأفراد أحرار ومتساوون. التحررية الحديثة، كتلك التي قدمها روبرت نوزيك، ترى أن حرية التعاقد تعبير عن القرارات المستقلة التي يتخذها أفراد مستقلون يسعون إلى تحقيق مصالحهم الخاصة في ظل «الحد الأدنى من تدخل الدولة».

## الولايات المتحدة

### لوشنر ضد نيويورك
في عام 1902، تم تغريم خباز من نيويورك يدعى جوزيف لوشنر لانتهاكه قانون ولاية يحدد عدد ساعات عمل الموظفين. أقام دعوى قضائية ضد الدولة على أساس حرمانه من حقه في «الإجراء العادل». زعم لوشنر أن له الحق في التعاقد بحرية مع موظفيه وأن الدولة تدخلت في هذا الأمر على نحو غير عادل. في عام 1905، استخدمت المحكمة أحكام قانون الإجراء العادل لإعلان عدم دستورية تشريع ولاية نيويورك الذي يفرض حدًا أقصى لساعات العمل. كتب روفوس ويلر بيكهام للأغلبية: «بموجب هذا الحكم، لا يجوز لأي ولاية حرمان أي فرد حياته أو حريته أو ممتلكاته دون مراعاة للإجراءات القانونية الواجبة. الحق في شراء أو بيع اليد العاملة هو جزء من الحرية التي يحميها هذا التعديل الدستوري».
في كتابته معترضًا على الأغلبية، اتهم أوليفر ويندل هولمز الابن الأغلبية باستنادها في قرارها إلى أيديولوجية عدم التدخل. أعرب عن اعتقاده بأن هذا القانون قائم على الاقتصاد بدلًا من تأويل الدستور. أعرب عن اعتقاده بأن «حرية التعاقد» غير موجودة وهي غير مقصودة في الدستور.

### فيما بعد
في كتابه «حرية التعاقد» (1909)، انتقد روسكو باوند حرية التعاقد من خلال عرض قضية تلو الأخرى التي أسقطت فيها محاكم الولايات والمحكمة العليا حقوق العمال. اعتبر باوند أن قرارات المحاكم «خاطئة ببساطة» من وجهة نظر القانون العام «وحتى من وجهة نظر فردية عاقلة». قارن باوند كذلك حالة تشريعات العمل في زمنه بالرأي العام حول الربا، وأن الاثنين «من نفس النوع». أعرب أيضًا عن أسفه لأن إرث هذه الأحكام القضائية «النظرية» و«المصطنعة» من أجل حرية التعاقد ولّد «انعدامًا في الاحترام للمحاكم»، ولكنه توقع مستقبلًا «مشرقًا» فيما يخص تشريعات العمل.
طبقت المحكمة العليا مبدأ حرية التعاقد على نحو متقطع على مدى العقود الثلاثة التالية، لكنها أيدت عمومًا التشريع الإصلاحي باعتباره يدخل ضمن سلطة الأمن العام في الولايات. في عام 1937، نقضت المحكمة العليا رأيها في قضية شركة ويست كوست هوتيل ضد باريش. في تلك القضية، أيدت المحكمة قانون ولاية واشنطن الذي يحدد الحد الأدنى للأجور.